# M4-es autóút (Magyarország)
Az M4-es autóút (az M35-ös autópálya becsatlakozása és Nagykereki között leállósávos autópálya) Budapest és a nagykereki román-magyar határ között épül ki részben a 4-es főúttal, részben pedig a 42-es főúttal párhuzamosan Cegléd – Szolnok – Karcag – Püspökladány – Berettyóújfalu – Nagykereki – Nagyvárad útvonalon, kapcsolatot teremtve az észak-erdélyi A3-as autópályával. Jelenleg a nyomvonal legnagyobb része tervezés és kivitelezés alatt áll. Egyes – fél oldali pályával elkészült – szakaszai a 4-es főút településeket elkerülő szakaszaként üzemelnek (Törökszentmiklósnál és Kisújszállásnál).

## Története

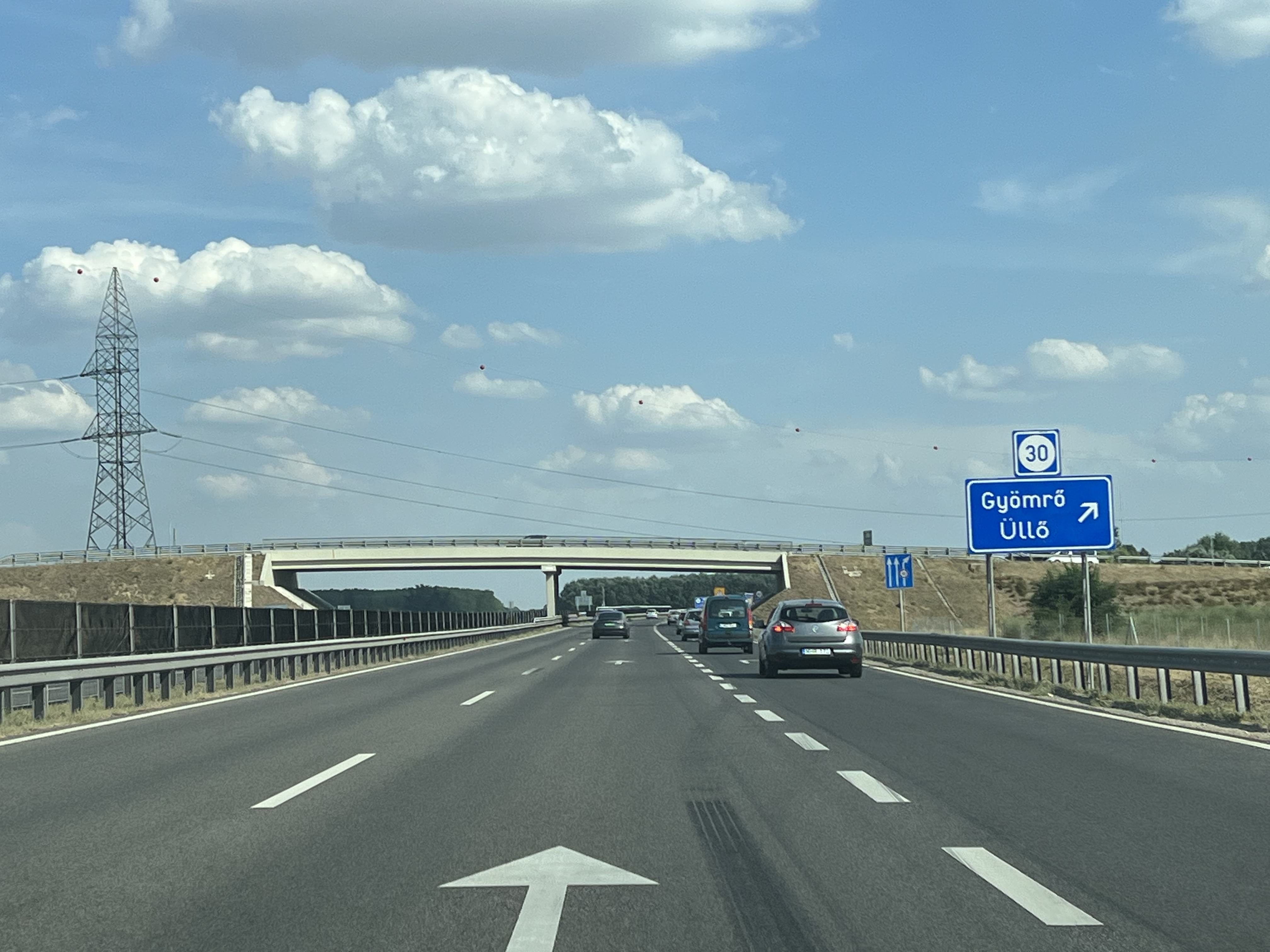
Az M4-es autóút Üllőnél

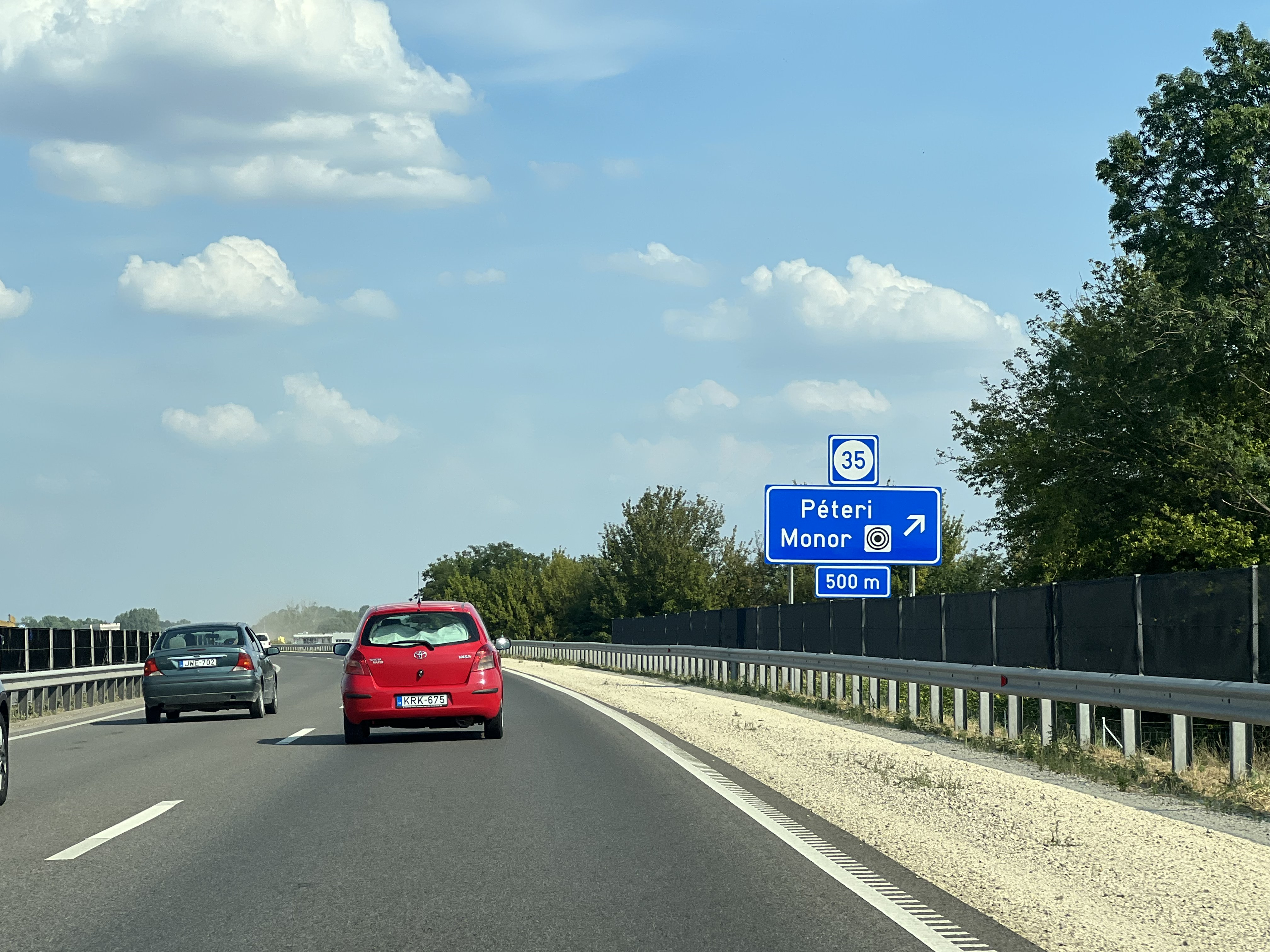
Az M4-es autóút Monornál

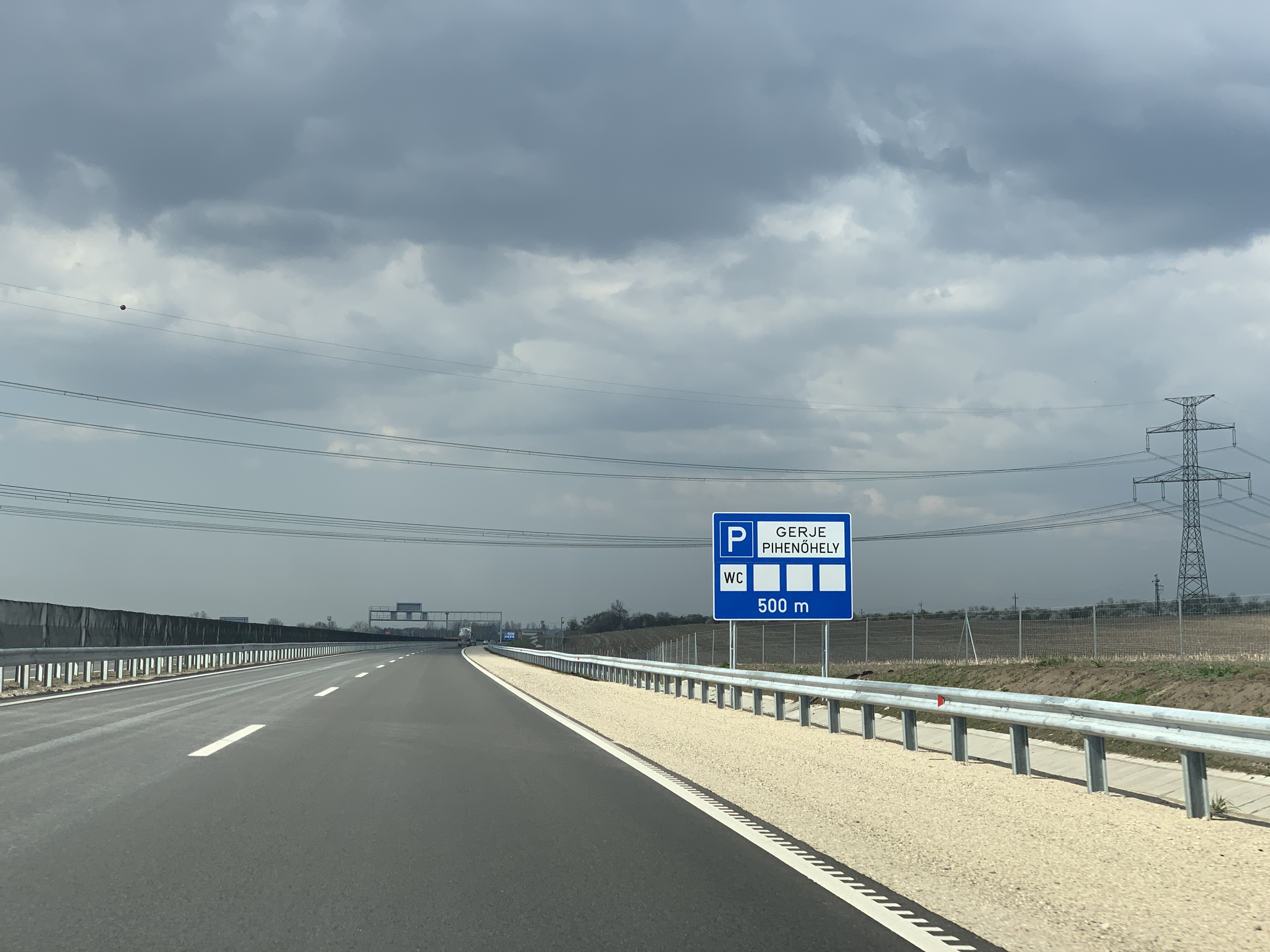
Az M4-es autóút a Gerje pihenőhelynél

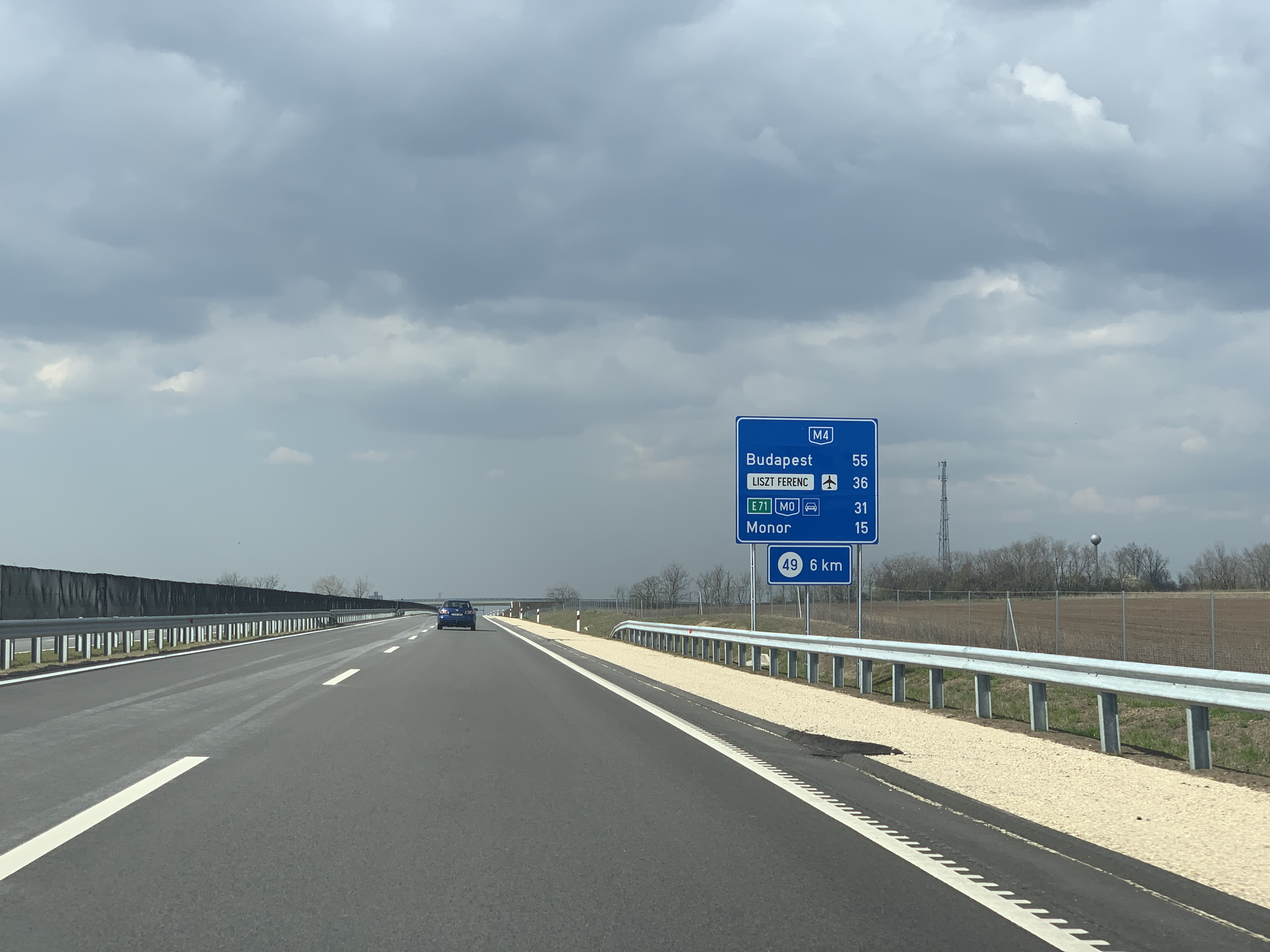
Az M4-es autóút Albertirsánál

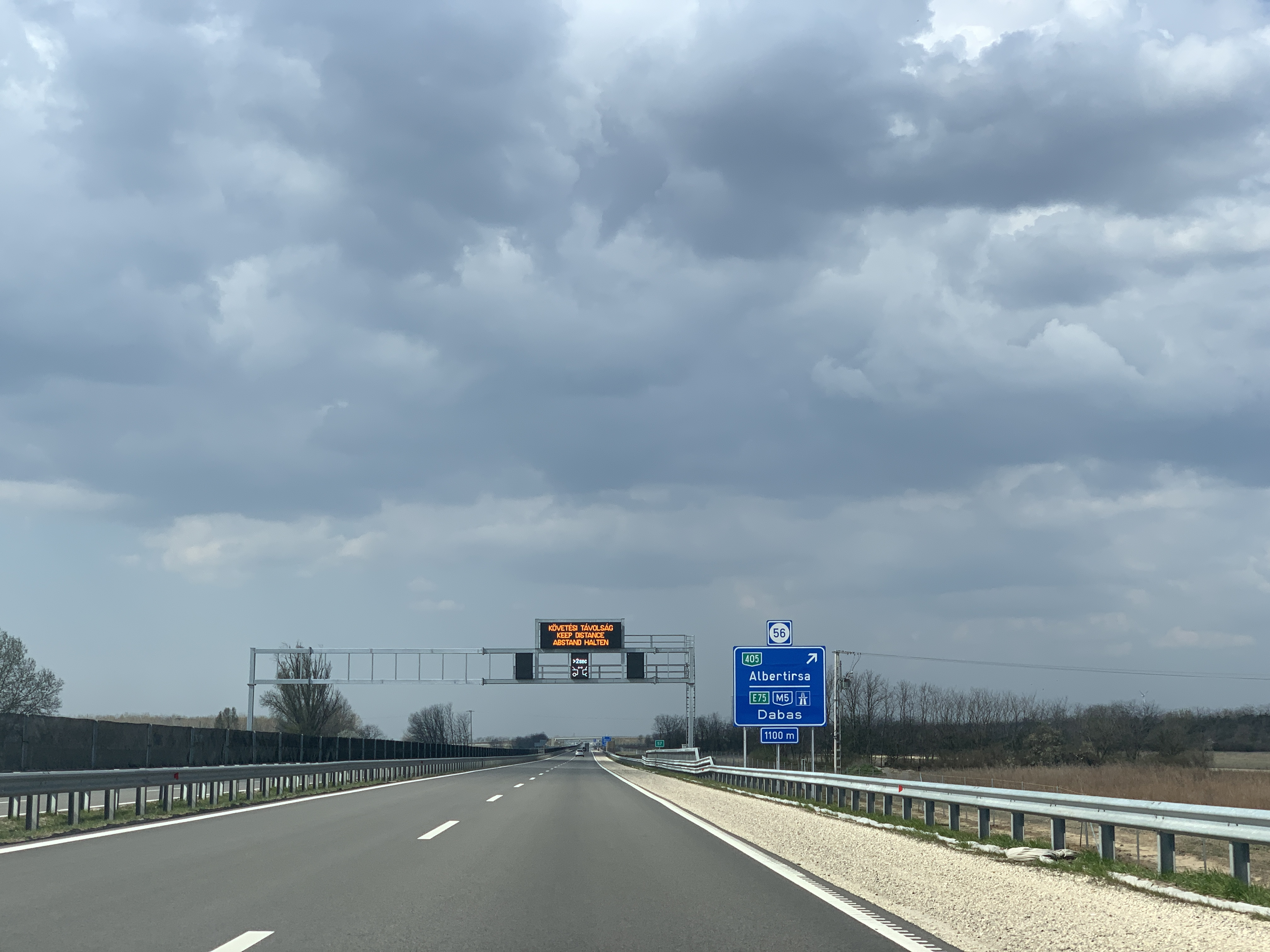
Az M4-es autóút Albertirsánál

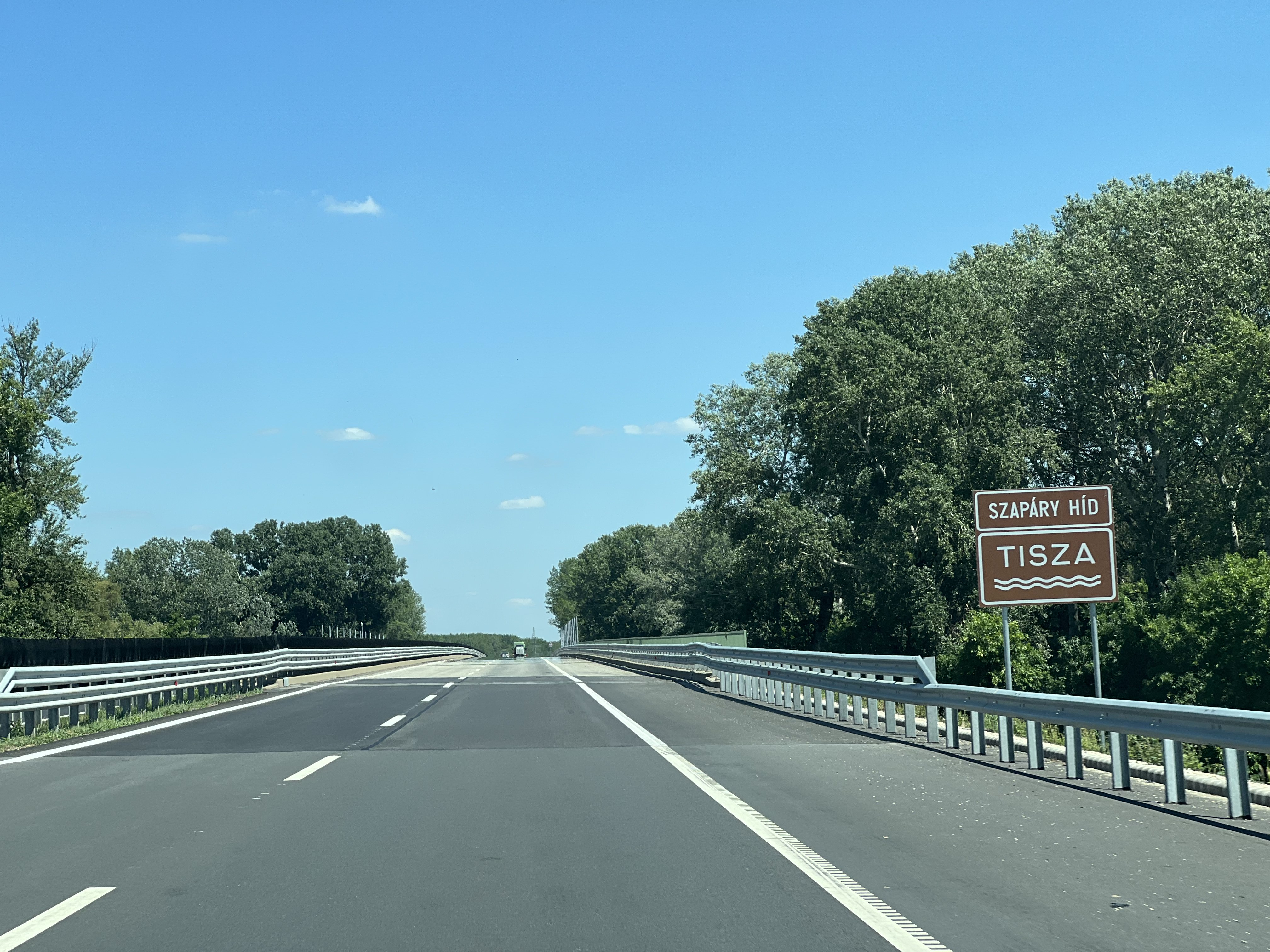
Az M4-es autóút a Szapáry híd előtt Besenyszög és Tiszapüspöki között

A leendő autóút első szakasza 1974-ben épült meg Albertirsa – Cegléd között a 4-es főút elkerülő szakaszaként 2 × 1 sávon. A régi nyomvonal a 40-es számot kapta. Az elkerülő szakaszt 2004-ben Ceglédbercel, 2006-ban Cegléd közelében két rövidebb szakaszon 2 × 2 sávra bővítették. 2005-ben a nyomvonal folytatásaként épült meg a 4-es főút abonyi elkerülő szakasza 2 × 1 sávon.
2003-ban épült meg a 4-es főút Törökszentmiklós elkerülő szakasza, szintén a leendő M4 nyomvonal részeként.
2005. december 17-én átadták a majdani M4-es autóút 12 kilométeres, a Ferihegyi repülőtér és Üllő közötti szakaszát, amely Vecsést és Üllőt elkerülve a 4-es főúthoz vezet. Az irányonként két forgalmi sávos, 10 kilométer hosszú út utolsó két kilométerén irányonként egy sávos főúti szakaszon közlekedhetnek az autósok.
2009. március 17-éig kellett átvenni azt a pályázatot, amit a Püspökladány és Nagykereki közötti szakasz megtervezésére írtak ki. Az M0 és Cegléd közötti szakaszt az UTIBER Közúti Beruházó Kft. tervezte meg. A Cegléd és Abony közötti 70+400–88+000 km szelvényű szakaszra 2013-ban adtak környezetvédelmi engedélyt.
Az Abony és Fegyvernek közötti szakaszt a RODEN Mérnöki Iroda Kft. tervezte meg.
2011. július 6-án megnyitották a forgalom előtt a Kisújszállást elkerülő 11 kilométeres szakaszt. Jelenleg még csak a bal oldali pálya épült meg, amely jelenleg a 4-es főút részét képzi.
2013. szeptember 16-án bejelentették, hogy Szolnok elkerülő részeként az Abony–Fegyvernek között épülő M4-es autóút Tisza-hídját 32,59 milliárd forintért kivitelezi az Acél-Híd Konzorcium. Ez a szakasz irányonként két sávos lesz, elválasztósávval, leállósávval. A szakaszon 2 csomópont, 11 műtárgy, 20 kilométer földút, 5 kilométer országos közút, 6 kilométer zajárnyékoló fal, továbbá kétoldali tengelysúlymérő hely épül. A Tisza és a Tisza holtága közelsége miatt a talajviszonyok nagyon kedvezőtlenek az útépítéshez, a számottevő belvíz miatt a földmunka és a vízelvezetés, valamint a víztelenítés a kivitelezési költség harmadát, azaz közel 10 milliárd forintot tesz ki. A tendert a Strabag nyerte meg.
Közbeszerzési eljárás alatt volt az M8-M4 elválási csomópont kialakítása. Az M8 – M4 autóút elválási csomópont 91+000 – 96+055 km szelvények közötti szakasza folytatását képezi az M4 autóút építés alatt álló ütemének, valamint az M8 autópálya 0+000 – 4+000 km szelvények közötti szakasza a Kecskemét (M5) – Szolnok (Abony-elkerülő) közötti szakasznak, amely irányonként két sáv+leállósávos autóútként épül ki.
A közbeszerzési eljárást 2014. február 26-án megszüntették, így az út építése nem valósul meg.
Közben Fegyvernek-Püspökladány közötti szakaszon folyik az előkészítési munka az építési engedély megszerzéséig. Folyamatban van közbeszerzési eljárás előkészítése a szakasz környezeti hatástanulmányának, engedélyezési tervének elkészítésére vonatkozó tervezési szerződés megkötésére.
A következő Püspökladány és Berettyóújfalu szakasz Püspökladány, Kaba, Tetétlen, Földes és Berettyóújfalu települések érintésével kapcsolódik az M4 Berettyóújfalu-országhatár közötti szakaszához. Az eddig vizsgált nyomvonalak nem kapták meg a környezetvédelmi engedélyt, amely megszerzésére jelenleg már csak a meglévő 42-es főúttól északabbra fekvő nyomvonalak pályázhatnak. 2019. június 11-én nyilvános lett, hogy a 29,9 km-es szakaszra a Tura-Terv Mérnökiroda Kft. és Főmterv Mérnöki Tervező Zrt. készítheti el az engedélyezési terveket és feladat lesz a szükséges építési engedélyek beszerzése és a kiviteli terv elkészítése is nettó nettó 2,28 milliárd forintért. A szakaszon két pár egyszerű pihenőhely, várhatóan 19 db híd kerül megtervezésre és bővítésre kerül a Berettyóújfalui Mérnökségi Telep is.
Az utolsó M4-es Berettyóújfalu-Nagykereki (román országhatár) közötti szakaszának hossza 29,5 kilométer, Berettyóújfalu, Derecske, Szentpéterszeg, Gáborján, Hencida, Váncsod, Bojt és Nagykereki településeket érinti. A szakaszt 2020 szeptember 4-én adták át.
A Ceglédbercel-Cegléd közötti 8,1 km-es irányonként két sávos szakasz átadására 2018. augusztus 16-án került sor.
A Cegléd Üdülő úti csomópont és a 311-es főúti csomópont között a meglévő irányonként egy sávos főutat irányonként két forgalmi sávos autóúttá bővítették 4,8 kilométeren.  A 311. sz. csomóponttól az Abony nyugati forgalmi csomópontig a meglévő 2 × 2 sávos főút felújítása történt meg. Az összesen 10,8 km-es szakasz átadására 2019. június 25-én került sor.
Üllő és Albertirsa közötti 27 km-es szakaszt 2020. február 7-én adták át a forgalomnak.
2020. szeptember 4-én átadták a Berettyóújfalu – Nagykereki szakaszt a forgalomnak, így az M4-es autóút ezen szakasza elérte az országhatárt.
2021. január 11-én az illetékes hatóság engedélyt adott a NIF Zrt számára a Püspökladány – Berettyóújfalu (183+065,37 – 213+000 km) közötti szakasz megépítésére.
2022. április 29-én az európai uniós közbeszerzési értesítőben megjelent információk szerint kiderült, hogy a Duna Aszfalt Projekt Zártkörűen Működő Részvénytársaság valósítja meg a Törökszentmiklós – Kisújszállás (Kelet) szakaszt, amelyet 2026-ban adnak át a forgalomnak.

### M35 – 2+500 km szelvény
Az M4-es autóút 0+000 és 2+500 km szelvény közötti pályaszakasz és az autóút keresztezés része az M35-ös autópálya kivitelezésének. Az M4-M35-M47 csomópont első ütemeként az M35 és az M4 autóút között 800 m hosszú indirekt ág épült, amelynek átadására 2018. december 20-án került sor.

### Berettyóújfalu – 47-es főút
A 2+500 km szelvény és 5+000 km szelvény között kiépülő autópálya első ütem a Berettyóújfalu-Nagykereki-országhatár között megvalósuló gyorsforgalmi útnak. A Hódút Kft. és a Duna Aszfalt Kft.  feladata volt az irányonként két sávos 3 km-es autópálya megépítése mellett a Berettyóújfalu mérnökségi telep és autópálya-rendőrség kivitelezése is. A beruházás 15,2 milliárd forintból európai uniós forrás felhasználásával valósult meg. A kivitelezés 18 hónapig tartott. A kivitelezési munkák az autópálya csomópont építéséhez nélkülözhetetlen 47. sz. főút korrekciójának megépítésével Berettyóújfalu és Tépe között 2017. február 25-én megkezdődtek és 2018. december 20.-áig tartottak.

### Abonyi elkerülő
2018. január 12-én megjelent, hogy a 73+235-ös és 90+859-es kilométerszelvények közötti 17,6 kilométeres Cegléd–Abony szakaszt és kapcsolódó létesítményeit a Duna Aszfalt Kft. kivitelezheti nettó 26,3 milliárd forintért. A projekt keretében két csomópont, egy meglévő felüljáró felújítása, három meglévő aluljáró felújítása, négy új aluljáró építése, egy kétoldali egyszerű pihenő létrehozása a 86+200-as kilométerszelvénynél, valamint zajárnyékoló falak építése szerepel 1708 méter hosszan. Az építkezés 2018. március 19-én indult el hivatalosan, 2019. június 25-én a Cegléd és Abony-nyugat közötti szakaszt átadták, az ütemből még hátramaradt abonyi elkerülő szakasz felújítása és a szintbeni csomópontok kiváltása 2020. július 23-án befejeződött.

### 47-es főút- Nagykereki-országhatár
A 29,5 kilométeren megépült út kivitelezésére nyertesként 2016. december 23-án a Hódút Kft., a Duna Aszfalt Kft. és az A-Híd Zrt. közös ajánlatát hirdették ki 83 milliárdért, amelyet az eljárásban érvénytelen ajánlatként megjelölt Itinera és Közgép – 58 milliárdos ajánlatával megtámadott. 2017. március 7-én a Közbeszerzési Döntőbíróság helyben hagyta a döntést, így a beruházó áprilisban szerződhetett a magasabb ajánlattevővel. Az alapkő letételére 2017. július 11-én került sor. A beruházás része volt az autópálya építésen túl irányonként egy-egy egyszerű pihenő, egy ideiglenes határátkelőhely, egy tengelysúlymérő állomás, továbbá húsz darab híd és két különszintű csomópont létesítése is. A szakasz legnagyobb műtárgya a Dusnok-patak feletti felüljáró. Szerkezetében kétpályás, kilenc nyílású, folytatólagos, többtámaszú gerenda híd, amelynek hossza 376,40 m.
A 29,5 km hosszú autópálya szakaszt Szijjártó Péter külgazdasági és külügyminiszter jelenlétében 2020. szeptember 4-én adták át a forgalomnak.
Az Abony-Fegyvernek közötti 29 km hosszú autóút Szolnokot északról kerüli el, Tiszapüspöki és Törökszentmiklós településeket érintve. A kivitelezés három ütemben zajlott 2015-ig:
- Abony és a Tisza közötti 13,4 kilométeres,
- Tisza-hidat magában foglaló 2,3 kilométeres,
- Tisza hídtól a Fegyvernekig tartó mintegy 13,2 kilométeres szakaszon.

A kivitelezés 2013-ban kezdődött és 2016-ra fejeződött volna be. Az autóút irányonként két sávos lesz, leállósávval, csomópontokkal, külön szintű kereszteződésekkel és felüljárókkal, valamint egy egyszerű Berek-éri és egy komplex 32-es főúti csomópontnál létesülő pihenővel. A teljes szakaszon három nagyobb hidat tartalmaz: egy 168 méter hosszút a Zagyván, a 110 méteres hidat a Millér-csatorna felett, egy 416 méter hosszú ártéri és egy 756 méterest a Tisza hidat.
A környezet védelme érdekében kilenc ökológiai átjárót, 63 kilométernyi vadvédő kerítést és 8 kilométer hosszan zajárnyékoló falat kell építeni, valamint több száz madárfészket, odút, denevértornyokat, valamint 18 ezer fát és 320 ezer cserjét kell telepíteni.
A szakasz építését 2015. március 31-én leállíttatták, hogy kivizsgálják az Európai Bizottság által felvetett gyanút, miszerint a kivitelező cégek kartellmegállapodást kötöttek. Előzmény volt, hogy a projekt uniós támogatására vonatkozó kérelmet Magyarország 2013 végén nyújtotta be Brüsszelben, de a bizottság sosem hagyta jóvá, aztán a projektet Magyarország visszavonta, miután a bizottság aggodalmainak adott hangot a kilométerenkénti 4 milliárdos magas költségek miatt.
2015. június 3-án Orbán Viktor Szolnokon bejelentette, hogy nem autópályaként, hanem autóútként kerül a megyeszékhelyt elkerülő szakasz befejezésre, egyúttal 2019-ig a Budapest-Szolnok szakasz szintén autóútként elkészül.
2019. június 5-én bejelentették, hogy a Szolnok elkerülő – Abony (Kelet) és Törökszentmiklós (Nyugat) közötti szakasz – két fázisban valósul meg:
- az első építési szakaszt a 90+859 és a 109+460 kilométerszelvény között a Colas Közlekedésépítő Zrt., a Colas Hungária Zrt. és a Duna Aszfalt Kft. kivitelezheti;
- a második szakaszt a 109+460 és a 118+000 kilométer szelvények között a Duna Aszfalt építi meg.[35]

Az Európai Unió 2018 májusában úgy döntött, hogy 265 millió eurót (kb. 84 milliárd forintot) biztosít a Kohéziós Alapból az M4-es autóút Berettyóújfalu és a román határ közötti szakaszának kiépítésére.
- Fenntartása

## Díjfizetés

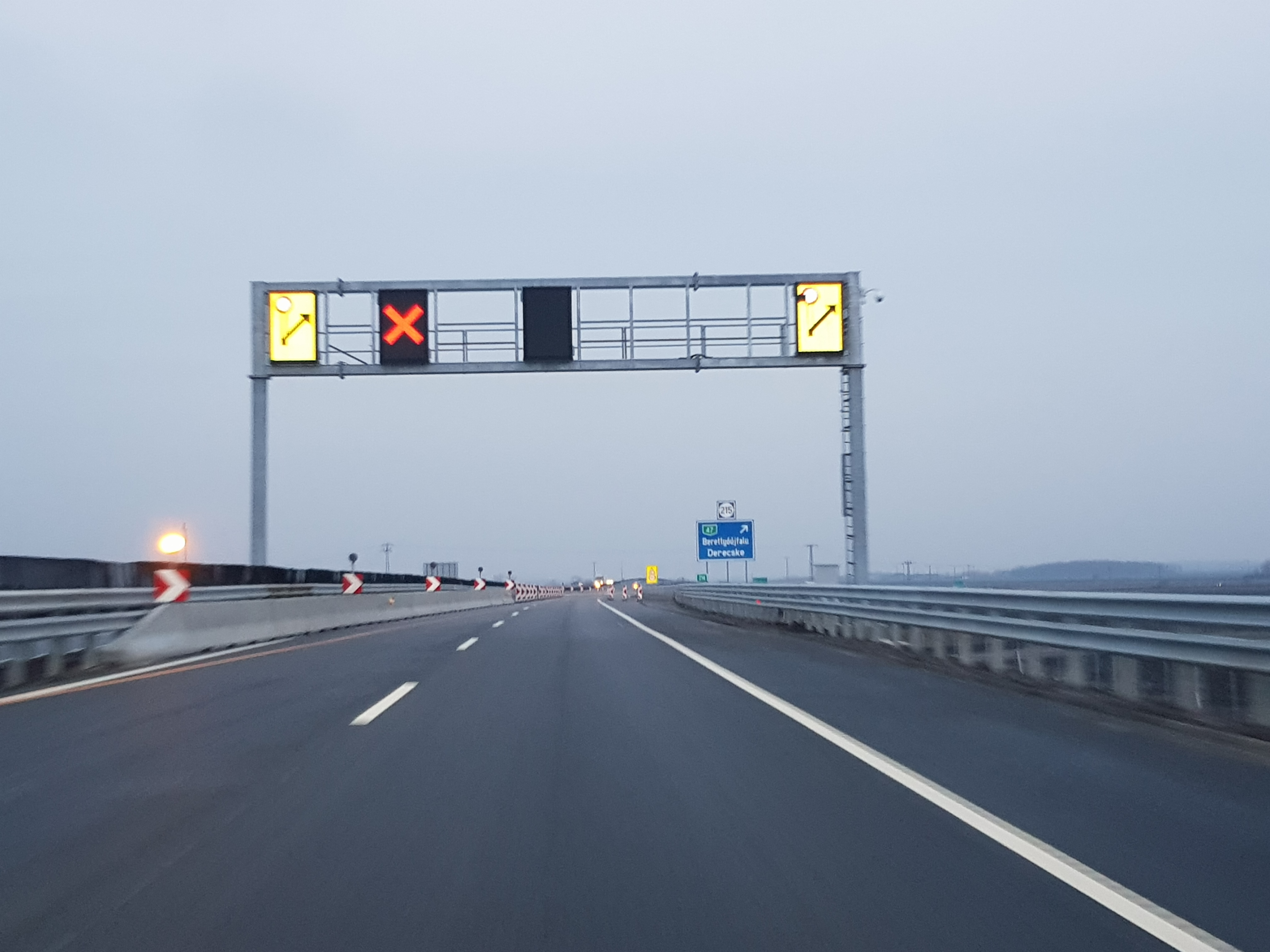
Az M4-es autópálya Derecskénél 2018-ban

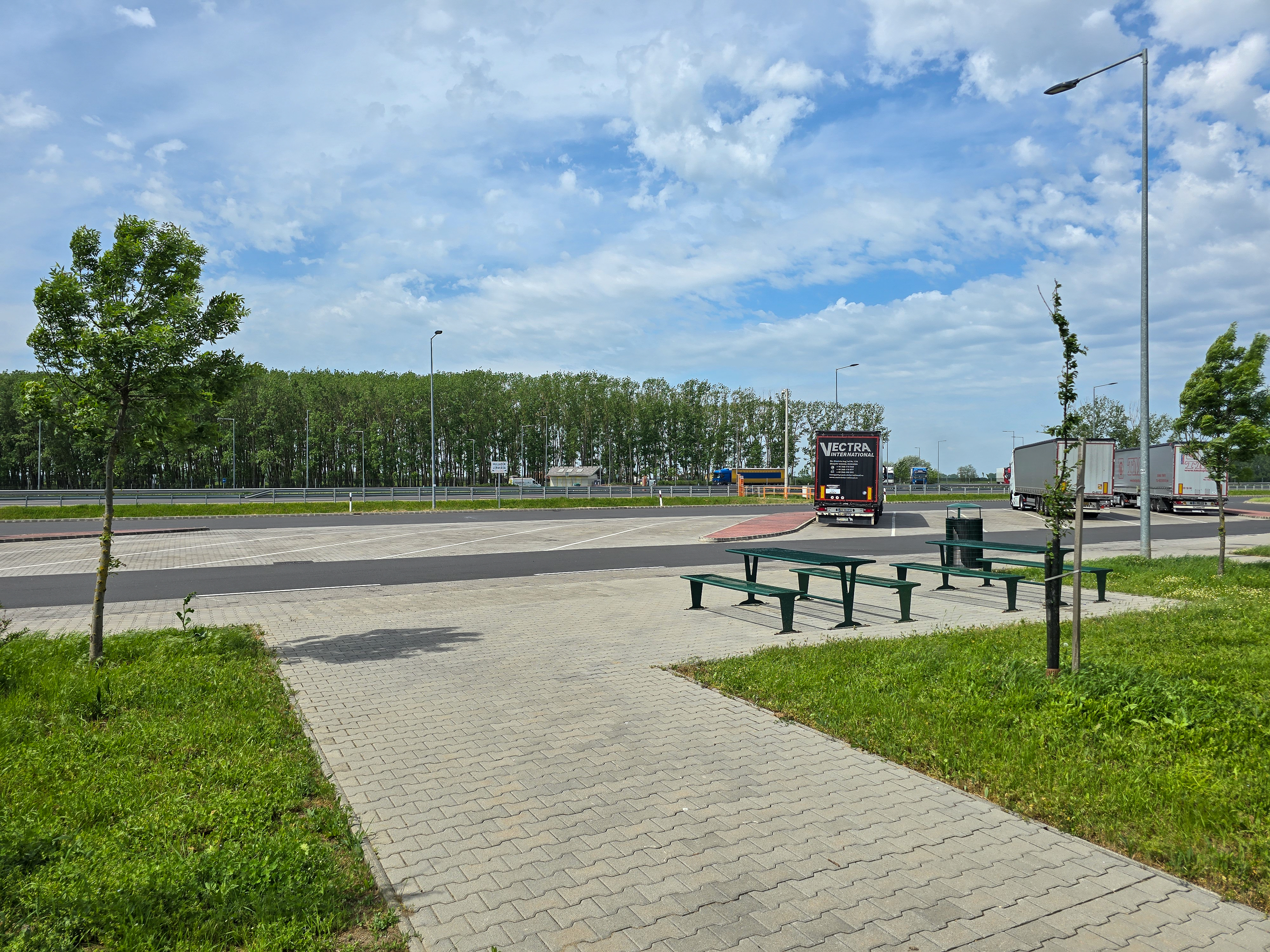
Körtvélyes pihenőhely

2015. január 1-jétől az M4-es autóút (az egykori 4-es főút) Liszt Ferenc repülőtér és Üllő közti gyorsforgalmi szakasza (21 km – 29 km) valamint 2021. január 1-jétől az M0-ás autóút és Abony közötti szakasz díjköteles, országos vagy Pest megyei (2023-tól vármegyei) e-matricával vehető igénybe.
2020. január 1-jétől a Berettyóújfalu és a román határ (Nagykereki) közötti szakasz díjköteles, országos vagy Hajdú-Bihar vármegyei e-matricával vehető igénybe.
2024. január 1-től az Abony-kelet és a Törökszentmiklós közötti szakasz díjköteles.

## Díjmentes szakaszok
A Vecsés-nyugat és Liszt Ferenc repülőtér közti 1 kilométeres gyorsforgalmi szakasz.